# シャドウ・ザ・ヘッジホッグ (キャラクター)
シャドウ・ザ・ヘッジホッグ（SHADOW THE HEDGEHOG）は、セガのビデオゲーム『ソニックシリーズ』に登場する架空のキャラクター。生みの親は飯塚隆と前川司郎。シリーズキャラクターの中ではソニックに次ぐ人気キャラクターとなっている。

## プロフィール
- 本名：シャドウ・ザ・ヘッジホッグ(Shadow The Hedgehog)
- 性別：男
- 種別：ハリネズミ
- 年齢：不明（実年齢は50歳以上）
- 身長：100cm
- 体重：35kg
- 好きなもの：無し
- 嫌いなもの：人類全て（『ソニックアドベンチャー2』のみ）
- 特技：カオスコントロール、カオスブラスト、カオススピア
- 一人称：僕[注 1]

## 概要
Prof.ジェラルド・ロボトニックによって生み出された「究極生命体」で、ハリネズミを擬人化したような容姿をしている。宇宙をさまよう戦闘民族「ブラックアームズ」の統率者であるブラックドゥームの血をひいており、彼と同じく「永遠の生命力」を持つ。ソニックと姿や特徴がとても似ていた為、ソニックがシャドウだと誤解され、当初はソニックからは偽者と呼ばれていたがシャドウ本人はソニックのほうが自分の偽物（フェイク）だと言い返したことがある。ソニックと似ている理由は不明。
初登場の『ソニックアドベンチャー2』では、連邦政府軍「GUN」の巨大戦闘兵器ホットショットを一瞬のうちに撃破したり、Dr.エッグマンと共謀して連邦政府大統領に直接脅迫をかけるなど「人類を滅ぼす最高機密兵器」として恐れられていたが、彼を主人公にしたスピンオフ作品『シャドウ・ザ・ヘッジホッグ』では、本当はブラックアームズの脅威からこの星を守るために作られた、「人類の最終手段」であることが発覚した。
『ソニックアドベンチャー2』のラストストーリーで散る姿が見られる通り、当初の設定では登場は一作限りだったのだが、ダークヒーロー的な側面を持っており、想像を超える人気の高さゆえに次作の『ソニック ヒーローズ』以降も出演することとなった。『ソニック ヒーローズ』では、連邦政府「GUN」エージェントのルージュと彼女が見つけた（Eシリーズ最強のメカ）E-123オメガの3人でチームダークを結成し、この2人は『ソニック ヒーローズ』以降の作品でもシャドウと共に行動することが多かった。2006年以降の作品では、シャドウはパーティーゲームのゲストやそっくりさんとして出演することが大半だったが、『ソニック フリーライダーズ』で久々にメインシナリオに登場し、ソニックに挑戦するため、ルージュと彼女が見つけたE-10000B（メタルソニック）とチームダークを結成する。『ソニック ジェネレーションズ』ではライバルとして登場し、青の冒険では、過去のシャドウがソニックと競争し、白の時空ではソニック達と同様、事件に巻き込まれた本人と勝負することになり、知らない場所であろうとソニックと決着をつけたかったらしい。スピードでは僅かにソニックに劣るが足場が不安定なため、カオスブーストで常に宙に浮き、スピードを落とさず移動し、ソニックとエナジーコアを奪い合う。パワーアップするとお馴染みのカオスコントロールやカオススピアを駆使し、ソニックを苦しめる。タイムイーターとの戦いでは、「お前の力を見せてみろ」と挑発的だがルージュとともにソニックの応援に駆けつける。その後、場の流れでソニックの誕生日会に飛び入りという形で参加することになった。『ソニック フォース』では当初ソニック達の敵として登場したが、それはファントムルビーで作られた偽物であり、本人は中盤から登場し、レジスタンス軍に参入する。『シャドウ ジェネレーションズ』では『ソニック ジェネレーションズ』の裏で起こった事件が描かれており、不吉な予感からスペースコロニー・アークに単独調査に赴いていたが、タイムイーターの暴走の影響で復活したブラックドゥームと再び対峙する。

### キャラクター制作
初登場作品の『ソニックアドベンチャー2』のシナリオを手掛けた前川司郎によると、「黒いハリネズミ」「ソニックと同じかそれ以上にカッコイイキャラ」というオーダーで制作された。前川はシャドウを「すごく繊細で純粋なキャラクター」として捉えていたことから一人称を「僕」に設定したが、開発チームでは当初その一人称が不評だったという。
開発段階のキャラクター名は「テリオス」で、目の傷と粋なスカーフが印象的な黒いハリネズミとしてデザインされていた。

## 生い立ち
その誕生の真相はブラックアームズの指導者・ブラックドゥームとDr.エッグマンの祖父Prof.ジェラルド・ロボトニックとの取引にある。ブラックドゥームが細胞を提供する代わりに、50年後に彼等が再び戻ってくる際に7つのカオスエメラルドを差し出すという内容である。しかしブラックドゥームが星の征服を目的としていることを悟ったジェラルドが、それらを撃退し得る「究極生命体」として生み出したのが「シャドウ」である。同時にジェラルドは侵略者に対抗するため、アーク内に様々な兵器を遺している。ジェラルドは孫娘のマリアの病を治すため「不老不死の研究」を目的に進められた極秘計画「プロジェクトシャドウ」に携わっていたが、その研究の中で「究極生命体」を生み出す、すなわちシャドウを開発する研究も行われていた。プロジェクト名と彼の名前である「シャドウ」は「存在しないもの」「実体が無いもの」という意味が込められている。GUNがアークを襲撃した際マリアを連れてアークからの脱出を試みるが、脱出ポッドにもう少しでたどり着こうとした所でマリアが撃たれてしまい、マリアによってアークから独り脱出させられる。
50年後、GUNの監獄でコールドスリープ状態で保管されていた所をエッグマンによって目覚めさせられる。マリアをGUNに殺されたジェラルドに記憶を弄られたこともあり、当初は慕っていたマリアの復讐の為にジェラルドの意志を継ぎ、全ての人類に復讐しようと自分の封印を解いたエッグマンに忠誠を誓ったふりをし、世界征服を企む彼を唆し、人類を滅ぼそうと企んでいたが、エミーの説得をきっかけにマリアの本当の願いを思い出し改心する。その後、ソニックと共にアークの地球激突を阻止するも、カオスエメラルドの力に肉体が耐えきれず地球へと墜落していった。
前述の理由で死亡したと思われていたが、『ソニック ヒーローズ』でルージュによって経緯は不明ながらカプセルに入った状態で発見され、そのまま彼女によって目覚めさせられるという形で再登場を果たす。当初は墜落時の衝撃のせいか「シャドウ・ザ・ヘッジホッグ」という自分の名前と、「マリアという少女が殺された」ということ以外思い出せない状態になっており、自分を模したアンドロイドの姿に苦悩することもあった（ただし、『ソニック ヒーローズ』のチームダーク編のラストで僅かながらルージュのことを覚えている節を見せた）。この記憶喪失の設定は後述するスピンオフ作品『シャドウ・ザ・ヘッジホッグ』にも引き継がれた。
『シャドウ・ザ・ヘッジホッグ』ではブラックアームズの指導者・ブラックドゥームから「約束を果たしてもらう」「記憶を知りたければ7つのカオスエメラルドを探し出して渡せ」と言われ、再びカオスエメラルドを集めて自分の真実を知ろうと奮闘する。記憶が戻ると共にブラックドゥームの野望を知り、生みの親の一人である彼と最終的には真っ向から対峙し、倒すことに成功する。ちなみにこの戦いの際、ジェラルドとマリアの遺した思いを果たし、二人のことを吹っ切った描写があり、以降は誰のためでもなく自分の生きる道を模索するようになった。その後はパートナーであるルージュと同じく連邦政府大統領専属エージェントとして数々の難ミッションをこなしているとされているが、そういった背景が明確に描かれているのは『ソニック・ザ・ヘッジホッグ (2006年のゲーム)』が主であり、その他の作品ではそういった活躍については描かれていない。
上記の復活したシャドウは、エッグマンが作ったアンドロイドとされていたが、『シャドウ・ザ・ヘッジホッグ』にて実は大気圏突入時にエッグマンがロボットを送って救助していたことが後に明かされる。その際の衝撃による後遺症で前述のように多くの記憶を失ったものの、その発言でオリジナルのシャドウが生存していることが証明された。
シャドウに「シャドウ」という名前を名付けたのはマリアである。『ソニック × シャドウ ジェネレーションズ』ではマリア本人の口から、名前に込められた大事な意味をシャドウは教えてもらった。

## 性格
クールで冷静、とても無口で必要最低限の発言しかしない。怜悧な頭脳を持ち、冷徹な態度を取り、強気でプライドが高いため、周囲の人々を見下すような態度をとることが多い。
出来るだけ早く確実に目的を達成しようとする傾向があり、目的のためなら手段を問わない危ういまでの純粋さがある。一方で、対決した相手を見下して手加減をする傾向や、プライドを傷付けられると当初の目的を無視して傷付けた相手を返り討ちにしないと気が済まない性分も併せ持つ。時折クールな性格に見合わない行動を取ることもあり、エッグマン基地内のコンピュータに潜入を試みた際は端末を殴るという乱暴な手段を取ったことがある（結果としてワープホールが出現し、潜入には成功している）。また当初はマリアのことで一心だったためか、時折感情的な一面も見せたが、記憶を失った後はそれらしい部分はほとんどない。
誰にも従わず、誰の意見も取り入れようとしないなどやや協調性に欠けており、人の話を無視する場面も多々見られる。しかし、姉弟のように育った不治の病を持つマリアを気遣ったり（『ソニックアドベンチャー2』では意思を誤解しているとはいえマリアのために行動していた）、度々行動を共にしているルージュを助けたり（『ソニックアドベンチャー2』の時は「目的のため」と言い放っていたが、『ソニック ヒーローズ』では純粋にオメガの攻撃からルージュを庇った）、『ソニックバトル』では「悲劇を繰り返させないため」「自分のような思いをするのは自分一人で十分だ」という思いからエメルを破壊しようとするなど、不器用な優しさも持っている。
一匹狼の印象が強かったが、シリーズを重ねるごとにルージュへ協力を求めたり、オメガに対しては強い仲間意識を持ったり、メタルソニックを相棒のように接するなど変化が見られる。エッグマンとは立場上対立することがあるが、過去の協力や恩があるためか『ソニック ライバルズ』などのように手を組んだり助け合うこともあり、微妙な距離はあるものの度々協力している。ソニックの事は「気に食わない」ということも多いが、力は認めており共闘することも少なくない（『ソニックアドベンチャー2』の最終決戦でもソニックを「本当の究極生命体なのかもしれない」と認める場面があった）。『マリオ&ソニック AT ロンドンオリンピック』では、ジェットの実力を認め、クッパとエッグマンと戦うマリオとソニックに「究極の勝利をしろ」というなど、マリオに対してもソニックと同等の実力を持っていることを認めている。
一方で内向的で繊細な一面もあり、アークに居た頃はマリアに自分の存在意義が分からず悩んでいることを嘆いたこともある。エメルは「強がっているけどクヨクヨ悩むから」と、ルージュにシャドウの面倒を見てくれ、と最期の言葉で呟いている。『ソニック・ザ・ヘッジホッグ (2006年のゲーム)』では、ソニックが殺害された上に時空が消失したという壊滅的な状況において、どうにかならないのかという周囲の声に対し「彼（ソニック）が生きていたらの話だ」と弱音を吐いた。
育った環境故か、自然に囲まれている所より、機械や配管などといった人工物に囲まれた所が落ち着くらしい。この性質は記憶喪失状態においても骨身まで染み付いている模様。

## ソニックとの違い
大きな違いは、ソニックが青い体色をしているのに対し、シャドウは黒い体色に赤い線が入っていることである。また、ソニックの針が寝かせ気味になっているのに対し、シャドウの針はそり上がっていて針の内側半分が赤く染まっている。瞳（虹彩）の色も異なり、ソニックが緑色なのに対し、赤色である。その他ソニックのソープシューズに対するシャドウのエアシューズ、胸毛の有無など、ところどころ小さな違いが見られる。
また、泳げないソニックとは違って（ソニックは水泳競技で救命胴衣を付けている）『マリオ&ソニック AT 北京オリンピック』では普通に泳いでいる。ただし、従来のソニックシリーズでは他のキャラ同様、水に落ちるとミスになってしまう。

## シャドウの能力
シャドウはソニックと同様に音速で駆けることができるが、最高速度では実際には走っておらず、ホバーシューズから放出される空気で地面との接触を避け、アイススケートのように滑走している。作品によってはソニックより遅いこともあり、『ソニック・ザ・ヘッジホッグ (2006年のゲーム)』や『ソニックと暗黒の騎士』のようにブレイズよりも最高速が遅い作品もある。また、エアの調整次第では宙に浮き続けるホバリングが可能。『ソニックバトル』ではホバーシューズから噴出される炎を利用して攻撃したり、『ソニックライダーズ』ではギアのデフォルトがホバーシューズとなっていることから、その性能の高さがうかがえる。銃火器や特殊車両などを使いこなすことができるが、基礎戦闘力も非常に高く、その真の戦闘能力はソニックをはるかに上回る。
両の手首・足首に金色のリングのようなものがついているが、それは自分の力を制御するためのリミッターである。リミッターを外したときの強さは計り知れないが、自らの制御ができなくなるため、体力を使い果たしてしまうことがある。

### 特殊能力
カオスコントロールを利用した攻撃を使うが、下記には主に使うものを記述する。
カオスコントロール
カオスエメラルドのエネルギーを引き出し時空を歪める、シャドウが最も得意とする能力。時空を歪めることにより周囲の時の流れが遅くなり、客観的に超高速での移動が可能となる。
シャドウはこれによりソニックを上回るスピードを出すことが可能で、実体上世界最速のソニックも当初はこの能力には打つ手がなかった。が、この使い方は所詮お遊び程度でしかないらしく、ソニック、シルバーやメタルソニックなども同種の能力を使用できることが発覚した。
カオスコントロールはさらに周囲の時間経過を完全に停止させることも可能であり、重力や物質の耐久力を無視して行動することができる。これによって自身や物体の瞬間移動を可能とする。
これを使いこなしソニックはエッグマンの爆破の罠から逃れることができた。（ラストエピソードでのエッグマンも口ぶりからして脱出できるとは思っていたらしい）『ソニックバトル』では空間の狭間に潜伏する能力もあった。
カオスエメラルド由来とはいえ、元々はブラックドゥームから受け継いだ能力であるため、ソニック、シルバーが何故使えるのかは不明。なおカオスコントロールが同一の場所で同時に複数発生すると、時空に穴を開けて時間移動を行う事が出来る。
カオスブラスト
カオスエメラルドのエネルギーを蓄積し、一気に放出することにより発生する爆発攻撃。周囲一帯の全てのものを吹き飛ばす能力であり、乱発はかなり危険。
『シャドウ・ザ・ヘッジホッグ』ではダークゲージを溜めることにより使用可能。『ソニック・ザ・ヘッジホッグ (2006年のゲーム)』では、カオスブーストLv3状態で発動可能。
スーパー化
ソニックのスーパー化と同様、7つ全てのカオスエメラルドのエネルギーを最大限まで引き出すことにより、体中が銀色（に近い金色）に輝くスーパーシャドウとなることができる。
ソニックと同様の重力に逆らった飛行能力や、亜光速の移動能力を得るほか、カオススピア等の技も強化される。『ソニックアドベンチャー2』の時は肉体が耐えきれず地球へ墜落してしまったが、『シャドウ・ザ・ヘッジホッグ』以降の作品で使用した際は体がソニック同様黄金に輝き、使用後に力尽きることもなかった。
カオススピア
エネルギーを光の矢に変え対象を貫く。『ソニックアドベンチャー2』では2P対戦時にリングを40枚集めることにより使用可能。『シャドウ・ザ・ヘッジホッグ』ではスーパー化時のみ使用。『ソニック・ザ・ヘッジホッグ (2006年のゲーム)』ではジャンプ中にアクションボタンで使用可能となり、カオスブーストLv2状態だと性能がアップした「カオスランス」になる。

## その他のシャドウ
ストーリーブックシリーズではあくまで「良く似た人物」であり、本人ではない。声はシャドウの声優である遊佐浩二がそのまま演じている。
- スーパーシャドウ（『ソニックアドベンチャー2』など）

7つのカオスエメラルドの力で変身したシャドウ。
- ランスロット（『ソニックと暗黒の騎士』にて登場）

アーサー王に仕える円卓の騎士の一人で「湖の騎士」という名を持つ最強の騎士。聖なる武具の一つである「アロンダイト」を愛用。その剣術はもちろんのこと、カオススピアをはじめ様々な技で相手を苦しめる。シャドウを思わせる冷静沈着な人物だが、仲間と行動することが多いため、シャドウより協調性があり、騎士としての忠誠心に忠実。アーサー王の行動に疑問は一切感じていない。湖の貴婦人ニミュエの元を訪れようとするソニックの前に立ちはだかり、決闘を申し込むが、油断が仇となり敗北。
その後、仲間と共に王の勅命を果たすため、キャメロット城でソニックの帰りを待つマリーナの前に現れる。だが、彼女の口からアーサー王は存在しないという衝撃の事実が発覚。さらには、ソニックが持つエクスカリバーの鞘をマリーナが取った瞬間、鞘を地に突き刺し彼女が持つ強大な魔力で『暗き洞』が解放され、世界の崩壊が始まってしまう。辛うじて脱出した円卓の騎士達は、ソニックの激励を受け、国と人々を守るため立ち上がった。ストーリー終了後に再戦する際には能力が大幅に向上し、本作で一二を争う強敵となる。
使用技はシャドウとほとんど同じだが、ソニックのソウルサージのように敵を次々と切り裂く「カオスパニッシュメント」が存在する。また、ボス戦の際はカオススピアは連射する。特定の武器を装備すると、剣を振ると前方にカオススピアを発射する「アジリティー」というスキルを習得し、「カオスパニッシュメント」が前述の「カオスブラスト」のような範囲攻撃の「ナイト・オブ・カオス」に変化する。

## 実写映画版
2022年公開の『ソニック・ザ・ムービー/ソニック VS ナックルズ』のポストクレジットシーンに登場した。2024年公開の『ソニック × シャドウ TOKYO MISSION』にてヴィランとして登場し、シャドウ役をキアヌ・リーブスが務める。日本語版吹き替えは森川智之が務める。

### 能力（実写映画版）
ゲーム版と違い、カオスエメラルドを持っていなくてもある程度の距離ならワープができる。ゲームと同様に、バイクや銃を使いこなすこともでき、スーパー化も可能で、カオススピアを放つことができる。手首のリングを外すと更なる力が解放されるというTVアニメ作品『ソニックX』由来の能力を持っている。

### 本作の動向（実写映画版）
『ソニックｘシャドウ TOKYO MISSION』
50年前に地球に落下した隕石の中から発見された生命体。実験施設にてプロフェッサー・ジェラルドを中心としたチームによりその力を研究されていた。鬱屈とした日々を送っていたが、ジェラルドの孫である少女マリアが施設にやってきて、共に暮らすようなってからは少しずつ穏やかさを得ていく。しかしシャドウのパワーを危険と判断したGUNの襲撃によって起こった事故でマリアは死亡。ジェラルドは捕らえられ、シャドウは「力は危険だがその力を失うには惜しい」として、コールドスリープ状態にされて保全される。
50年後の2024年、東京湾沿岸の監獄島にて目覚めたシャドウは脱走。東京の渋谷にてソニック達と交戦になるが、3人を相手にして楽々と回避。かつての研究施設へやって来たシャドウは、そこで密かに生き延びていたジェラルドと、その孫のロボトニック（エッグマン）と出会い、ソニック達から兵器を作動させるカードキーを奪う。その後、もう一つのカードキーがあるロンドンのGUNの本部へ向かい、三つ巴の戦いの末に、ウォルターズ副議長に化けていたトムからキーを強奪。シャドウ達はジェラルドが設計した兵器エクリプス・キャノンに乗り宇宙に向かう。しかしその準備中、トムを傷つけられて激怒し、スーパー化したソニックの襲撃に会う。戦いの中でシャドウもスーパー化するも、ソニックの怒りを煽ったことで逆襲され、月まで吹き飛ばれる。月にてソニックとシャドウは大切な人を失う悲しみを共有していたことを理解し、会心したシャドウは地球の破壊を防ぐため共にエクリプス・キャノンを止めることになる。ジェラルドを退けた後、臨界に達したエクリプス・キャノンを地球から遠ざけるためにスーパー化の力を知ろうし、爆発に巻き込まれて消息不明となる。
ポストクレジットシーンでは、地球の何処かに落ちたリミッターのリング、シャドウらしき姿の何者かがを拾うシーンが描かれている。

## キャスト

### メイン
日本語音声
- 遊佐浩二 - 『ソニックアドベンチャー2』以降の関連作品

英語音声
- デイヴィット・ハンフリー - 『ソニックアドベンチャー2』から『ソニックバトル』までの関連作品
- ジェイソン・グリフィス - 『ソニックX』、『シャドウ・ザ・ヘッジホッグ』から『ソニック&セガ オールスターズ レーシング』までの関連作品
- カーク・ソーントン - 『ソニック フリーライダーズ』以降の関連作品

### その他
日本語音声
- 森川智之 -『ソニック × シャドウ TOKYO MISSION』（日本語吹き替え）

英語音声
- イアン・ハンリン - Webアニメ『ソニックプライム』
- キアヌ・リーブス - 『ソニック × シャドウ TOKYO MISSION』

## 登場作品

### ゲーム
- ソニックシリーズ
  - ソニックアドベンチャー2
  - ソニック ヒーローズ
  - ソニックバトル
  - シャドウ・ザ・ヘッジホッグ
  - ソニックライダーズ（隠しキャラクター）
  - ソニック・ザ・ヘッジホッグ (2006年のゲーム)
  - ソニックと秘密のリング（パーティーモードのみ）
  - ソニックライダーズ シューティングスターストーリー（隠しキャラクター）
  - ソニックと暗黒の騎士（ランスロットとしての登場だが、バトルモードでは本人が登場する）
  - ソニック フリーライダーズ（隠しキャラクター）
  - ソニッククロニクル 闇次元からの侵略者
  - ソニック カラーズ
  - ソニック ジェネレーションズ
  - ソニック フォース
  - チームソニックレーシング
  - ソニック × シャドウ ジェネレーションズ
- 日本未発売作品
  - ソニック ライバルズ
  - ソニック ライバルズ2

- マリオ&ソニックシリーズ
  - マリオ&ソニック AT 北京オリンピック
  - マリオ&ソニック AT バンクーバーオリンピック
  - マリオ&ソニック AT ロンドンオリンピック
  - マリオ&ソニック AT ソチオリンピック
  - マリオ&ソニック AT リオオリンピック
  - マリオ&ソニック AT 東京2020オリンピック

- 大乱闘スマッシュブラザーズシリーズ（アシストフィギュアとして参戦）
  - 大乱闘スマッシュブラザーズX
  - 大乱闘スマッシュブラザーズ for Nintendo 3DS / Wii U
  - 大乱闘スマッシュブラザーズ SPECIAL

- その他の作品
  - セガ スーパースターズ（「ソニック・ザ・ヘッジホッグ」の全モードをクリアすると出現する）
  - ソニック&セガ オールスターズ レーシング
  - ソニック&オールスターレーシング トランスフォームド（隠しキャラクター）

### アニメ
- ソニックX（第1期は第33話〜第38話のみの登場だが、第2期にも登場している）
- ソニックトゥーン（シーズン1は第52話のみの登場だが、シーズン2にも登場する）
- ソニックプライム
- ソニック × シャドウ ジェネレーションズ：闇の序章

### 映画
- ソニック・ザ・ムービー/ソニック VS ナックルズ（ポストクレジットシーン）
- ソニック × シャドウ TOKYO MISSION